# Краш-тест

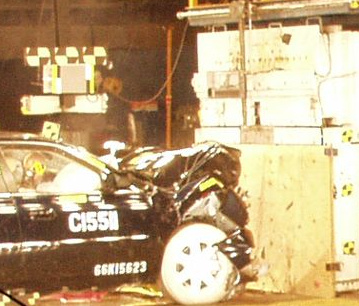

Краш-тест (англ. Crash test) — випробування дорожніх і гоночних автомобілів на пасивну і активну безпеку. Являє собою умисне відтворення дорожньо-транспортної пригоди (ДТП) з метою з'ясування рівня пошкоджень, які можуть отримати його учасники. Зазвичай для краш-тесту в машину поміщають манекен, обладнаний датчиками для заміру ушкоджень.

## Системи тестів
Нині існує декілька різних організацій, що займаються проведенням краш-тестів:
- IIHS (США);
- NHTSA (США);
- ANCAP (Австралія);
- EuroNCAP (Євросоюз);
- ARCAP (Росія);
- JPNCAP (Японія);
- KNCAP (Корея);
- C-NCAP (Китай);
- Latin NCAP (Південна Америка).

Кожна з організацій використовує власні методики тестування і систему оцінки. Найретельнішою вважає себе європейська організація EuroNCAP.